# Антоновка (Летичевский район)
Анто́новка (укр. Антонівка) — село в Летичевском районе Хмельницкой области Украины.
Код КОАТУУ — 6823084202.

## История
В 1944 году село освободили подразделения 1075-го стрелкового полка 316-й стрелковой дивизии РККА.
По результатам Всеукраинской переписи населения 2001 года численность населения составляла 130 человек.

## Местный совет
31522, Хмельницкая обл., Летичевский р-н, с. Сусловцы, ул. Центральная, 18